# العلاقات الإكوادورية الليختنشتانية
العلاقات الإكوادورية الليختنشتانية هي العلاقات الثنائية التي تجمع بين الإكوادور وليختنشتاين.

## مقارنة بين البلدين
هذه مقارنة عامة ومرجعية للدولتين:
| وجه المقارنة                                              | الإكوادور                      | ليختنشتاين                                 |
| --------------------------------------------------------- | ------------------------------ | ------------------------------------------ |
| المساحة (كم2)                                             | 283.56 ألف                     | 16                                         |
| عدد السكان (نسمة)                                         | 16.62 مليون                    | 37.47 ألف                                  |
| الكثافة السكانية (ن./كم²)                                 | 58.61                          | 234.19 ألف                                 |
| العاصمة                                                   | كيتو                           | فادوتس                                     |
| اللغة الرسمية                                             | اللغة الإسبانية، كيشوا ‏، شوار ‏ | اللغة الألمانية                            |
| العملة                                                    | دولار أمريكي، سوكري إكوادوري   | فرنك سويسري                                |
| الناتج المحلي الإجمالي (بليون دولار)                      | 103.06 مليار                   | 6.29 مليار                                 |
| الناتج المحلي الإجمالي (تعادل القوة الشرائية) بليون دولار | 185.24 مليار                   |                                            |
| الناتج المحلي الإجمالي الاسمي للفرد دولار أمريكي          | 6.21 ألف                       |                                            |
| الناتج المحلي الإجمالي للفرد دولار أمريكي                 | 11.37 ألف                      |                                            |
| مؤشر التنمية البشرية                                      | 0.746                          | 0.908                                      |
| رمز المكالمات الدولي                                      | +593                           | +423                                       |
| رمز الإنترنت                                              | .ec                            | .li                                        |
| المنطقة الزمنية                                           | 00                             | توقيت وسط أوروبا، ت ع م+01:00، ت ع م+02:00 |

## منظمات دولية مشتركة
يشترك البلدان في عضوية مجموعة من المنظمات الدولية، منها:
| علم المنظمة | اسم المنظمة                   | تاريخ انضمام الإكوادور | تاريخ انضمام ليختنشتاين |
| ----------- | ----------------------------- | ---------------------- | ----------------------- |
|             | الاتحاد البريدي العالمي       | ?                      | ?                       |
|             | الاتحاد الدولي للاتصالات      | 17 أبريل 1920          | 25 يوليو 1963           |
|             | منظمة حظر الأسلحة الكيميائية  | ?                      | ?                       |
|             | منظمة التجارة العالمية        | ?                      | ?                       |
|             | منظمة الشرطة الجنائية الدولية | ?                      | ?                       |
|             | الأمم المتحدة                 | 21 ديسمبر 1945         | 18 سبتمبر 1990          |

## وصلات خارجية
- موقع وزارة الخارجية الإكوادورية